# Angelo Emo
Angelo Emo (Venecia, 3 de enero de 1731-La Valeta, 1 de marzo de 1792) fue un noble, administrador y almirante veneciano. Se destaca por sus reformas de la Marina Veneciana y sus campañas navales, siendo considerado como el último gran almirante de la República de Venecia.
Vástago de una familia distinguida, Emo recibió una excelente educación y comenzó su carrera naval como cadete en 1752. Rápidamente fue reconocido por su habilidad y recibió su primer mando de un barco de línea dos años después. En 1758, fue enviado a cubrir el regreso de un convoy comercial desde Londres al frente de una escuadra de tres barcos. El clima adverso resultó en el casi naufragio de sus barcos, que sufrieron muchas bajas. En este episodio, Emo dio prueba de su determinación y destreza marinera, ganándose elogios tanto en el exterior como en el interior. Al regresar a Venecia en 1759, durante los años siguientes alternó entre mandos navales y cargos administrativos en Venecia, en los que invariablemente persiguió políticas modernizadoras y reformistas. Como comandante naval, dirigió la flota veneciana en demostraciones de fuerza contra los estados de Berbería, además de seguir a la flota rusa en la guerra ruso-turca de 1768-1774.
En 1775, propuso reformas navales basadas en las prácticas de la Marina Real británica, pero no pudo llevarlas a la práctica hasta 1782, cuando se le dio el control del Arsenal de Venecia: se introdujeron nuevas técnicas, se mejoraron el entrenamiento y la paga, y se construyeron nuevos buques de guerra. En 1784-1785, Emo dirigió la flota veneciana en una serie de incursiones en los puertos del Beylicato de Túnez en represalia por los ataques de corsarios a barcos con bandera veneciana, pero sus solicitudes de desembarco para capturar Túnez fueron rechazadas. Pasó los últimos años de su vida en patrullas antipiratería y murió tras una breve enfermedad el 1 de marzo de 1792. Su cuerpo fue devuelto a Venecia, donde recibió un funeral de héroe y se encargó un monumento funerario al escultor Antonio Canova en su honor.

## Biografía

### Primeros años y carrera
Angelo Emo nació en Venecia el 3 de enero de 1731, en el Palacio Emo, en la parroquia de San Simeon Piccolo. Provenía de una distinguida familia aristocrática. Su padre, Giovanni di Gabriele, había alcanzado el cargo de procurador de San Marcos, la más alta distinción para un ciudadano veneciano por debajo de la del dux de Venecia. Su madre fue Lucía Lombardo. De estatura mediocre, contextura delgada y tez pálida, Emo se destacaba por su amplia frente, cejas pobladas y ojos grandes. Los relatos históricos lo retratan en su vida posterior como un personaje difícil, obstinado y altivo. Emo fue educado en el colegio jesuita en Brescia, antes de regresar a Venecia, donde su padre eligió como tutores a los eruditos Giovanni Battista Bilesimo (it), Jacopo Stellini y Carlo Lodoli. Beneficiario de una excelente educación humanística, el joven Emo fue un ferviente estudiante de la historia veneciana, cuyos logros militares trató de emular, así como del antiguo historiador romano Tácito, quien se convirtió en su autor favorito.
Comenzando el tradicional cursus honorum veneciano, en 1752 Emo entró en servicio en la Marina Veneciana como Nobile di Nave (caballero cadete). En el mismo año, realizó su primer viaje por mar, escoltando el convoy comercial veneciano a Esmirna. Emo demostró ser un aprendiz rápido en asuntos navales, y su primer comandante comentó sobre su promesa como oficial naval. En dos años había sido ascendido a capitán (Governatore di Nave) de un navío de línea de 74 cañones de primera categoría, el Sant'Ignazio. En este mando, Emo probó una nueva configuración de mástil emulando modelos ingleses, y se destacó en las funciones de escolta de los convoyes comerciales a Esmina, repeliendo los ataques de piratas. Luego comandó el Speranza de segunda clase de 58 cañones.

### Viaje delSan Carlo
Durante el siglo XVIII, el comercio marítimo veneciano, que una vez había dominado el Mediterráneo, estaba en declive. Los ricos patricios preferían inversiones fiables en sus propiedades de Terraferma a los azares del mar, la aparición de nuevos centros comerciales como Livorno y Trieste desviaban el tráfico de Venecia, los ataques de piratas eran una amenaza constante y los genoveses, neerlandeses y los comerciantes ingleses habían llegado a dominar las rutas occidentales hacia el Atlántico. Los ataques de los piratas berberiscos de los principados aliados con los otomanos de Argel y Túnez, así como las incursiones de los pueblos piratas más pequeños de Bar (Antivari) y Ulcinj (Dulcigno) también fueron una amenaza constante. La tarea principal de la flota veneciana, con base en Corfú, era salvaguardar la navegación veneciana contra tales ataques. La interrupción causada por la guerra de sucesión austríaca había permitido al gobierno veneciano, que se mantuvo neutral, la oportunidad de intentar recuperar una parte del comercio con los puertos atlánticos de Europa Occidental, equipando nuevos y mejores barcos y proporcionando subsidios. a los comerciantes. Los éxitos venecianos resultaron efímeros, ya que el final de la guerra en 1748 había permitido a los comerciantes ingleses y neerlandeses reanudar sus viajes, pero durante algún tiempo el gobierno veneciano siguió intentando reactivar su comercio atlántico.

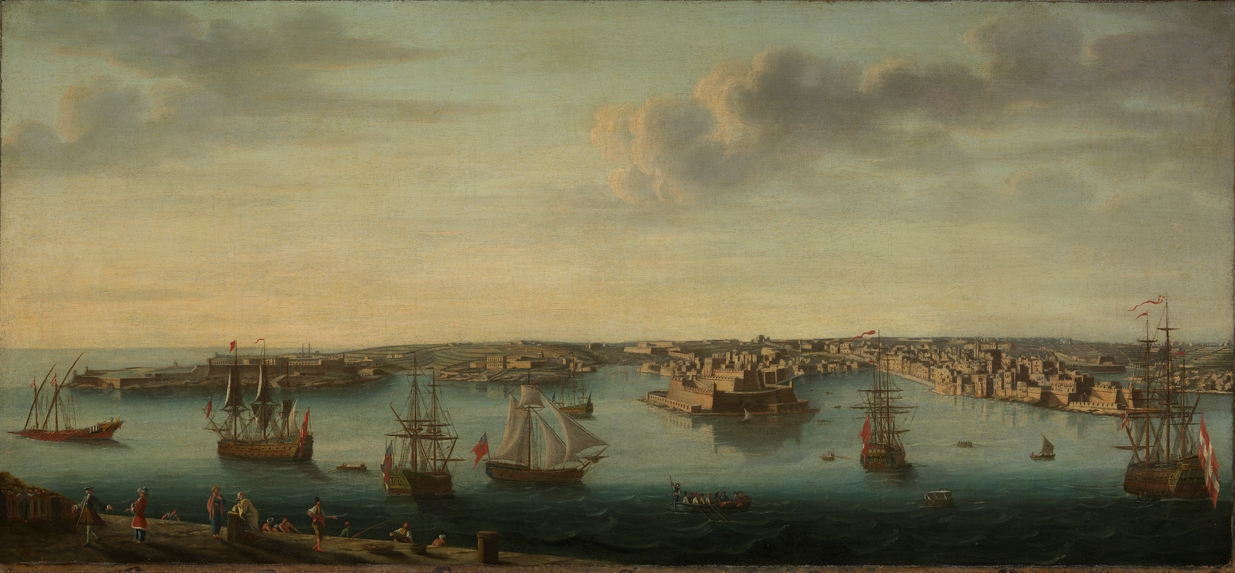
Vista del Gran Puerto de Malta en la década de 1750

Como parte de estos intentos, en 1758 se encargó a Emo que dirigiera una expedición a Lisboa para cubrir el regreso de seis mercantes venecianos desde Londres y protegerlos de los ataques de los piratas berberiscos. Se le dio una escuadra de tres barcos, que comprende el San Carlo Borromeo (it) de primera clase de 66 cañones, el San Vincenzo de segunda categoría (también denominada 'fragata grande') de 58 cañones y la fragata Costanza de 28 cañones. El escuadrón de Emo partió de Corfú el 27 de septiembre de 1758. Tres días después, llegó a Malta, donde reunió información sobre los piratas berberiscos, y trató en vano de encontrar un práctico competente que conociera las aguas hasta Lisboa.
Emo zarpó hacia el oeste a mediados de octubre. Vientos contrarios retrasaron el viaje cerca de Málaga, antes de que los venecianos pudieran cruzar el Estrecho de Gibraltar y dirigirse a Lisboa. Desafortunadamente para Emo, su piloto confundió el cabo de la Roca con el cabo Espichel y casi naufraga el San Carlo al acercarse a la orilla. Emo se dio cuenta del error e intentó corregir el rumbo, pero el fuerte viento dificultó la maniobra. Emo tuvo que reducir la vela y tuvo que pasar por tres juegos de velas ya que el viento las desgarró. El San Carlo logró despejar el archipiélago de las Berlengas, pero los otros dos barcos quedaron atrás en el proceso. Después de dos días de lucha con el viento, Emo ancló en la desembocadura del río Mondego, pero casi de inmediato el barco perdió la caña del timón. Se instaló laboriosamente una nueva caña de timón, pero se rompió durante la noche, seguido poco después por el timón completo. Algunos de sus oficiales entraron en pánico y sugirieron varar el barco, pero Emo logró restablecer la disciplina. Hizo contacto con la costa y, con la ayuda del vicecónsul británico en Figueira, hizo arreglos para que barcos portugueses remolcaran el San Carlo a Lisboa.

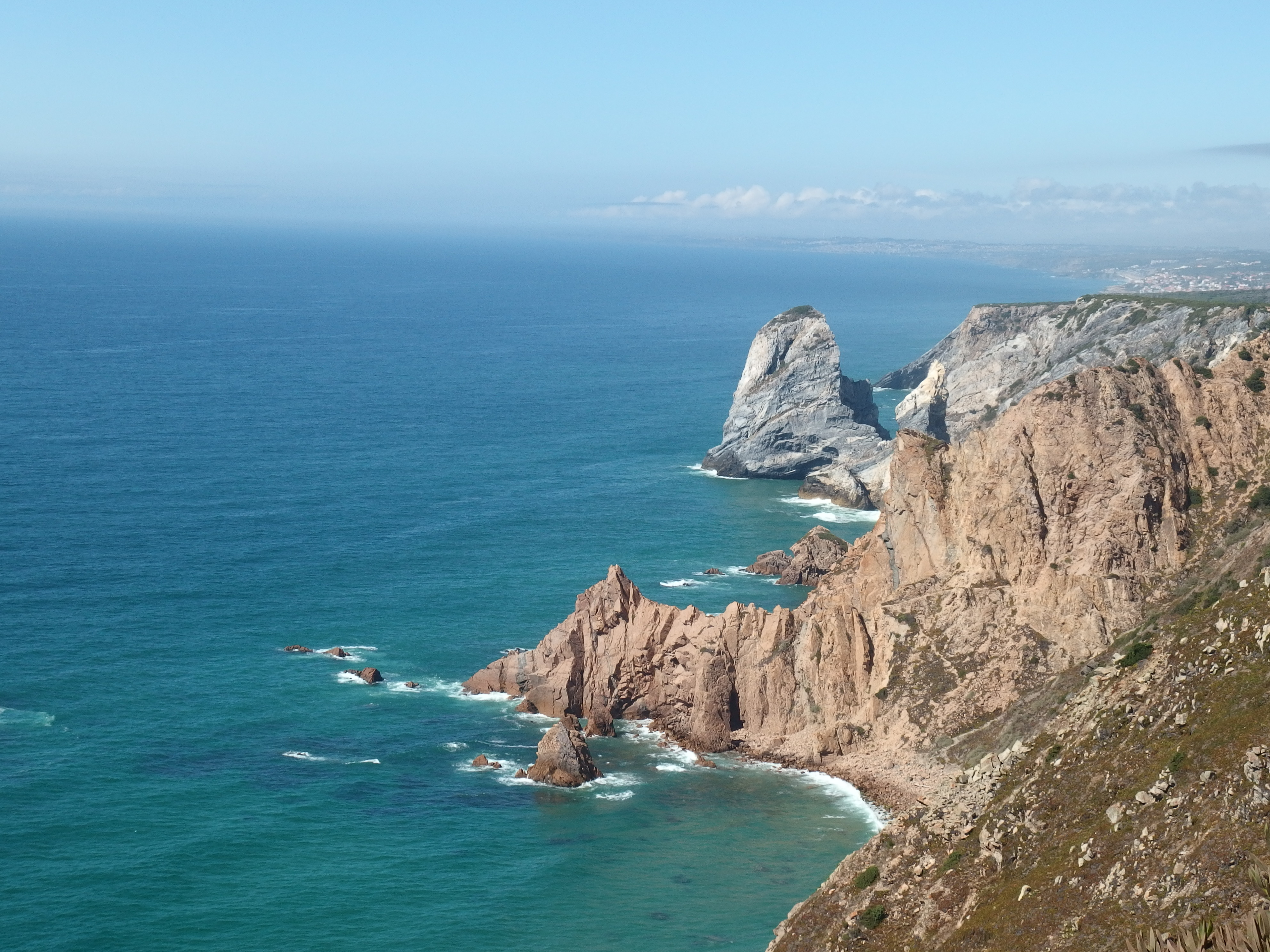
Acantilados marinos al norte del Cabo de la Roca.

En Cabo de la Roca, un fuerte viento del este obligó a los remolcadores a abandonar el esfuerzo. El San Carlo fue dejado a la deriva sin timón durante varios días, mientras la tripulación intentaba montar un timón nuevo. El Costanza, también muy dañado y con fugas de agua, fue avistado y los dos barcos permanecieron en contacto durante un día, antes de que se separaran nuevamente. Los suministros de agua potable a bordo del San Carlo se agotaron. Se instaló un timón improvisado, lo que permitió que el barco llegara nuevamente a Cabo de la Roca, antes de que otro viento violento llegara del sur y empujara al San Carlo hacia el norte. El nuevo timón tuvo que ser cortado, y solo con gran dificultad, navegando primero por la popa, la tripulación evitó por poco un naufragio en las Berlengas.
La tripulación en ese momento se había reducido por accidente, enfermedad y fatiga de 590 a unos 130 hombres. Aunque el barco sufrió daños en sus mástiles y aparejos, logró llegar a un lugar más al norte de su fondeadero original en la desembocadura del Mondego. Esta vez, Emo desembarcó en persona y obtuvo la ayuda del gobernador portugués local. Se necesitaron 17 días para construir un nuevo timón y cinco más para instalarlo en el barco, cuya tripulación efectiva se redujo a 70, la mayoría de los cuales eran soldados sin experiencia y exhaustos. Los accidentes continuaron mientras Emo probaba su barco reparado, pero finalmente pudo desviarlo hacia el sur hasta Lisboa, ingresando al río Tajo el 5 de febrero de 1759. Allí encontró sus otros dos barcos: el San Vincenzo había entrado el 8 de diciembre y el Costanza el 22 de diciembre.
En Lisboa, donde se había seguido con gran interés la lucha de Emo contra los elementos y la desgracia, fue recibido por el rey José I con los honores debidos a un embajador. A cargo de los barcos mercantes venecianos de Londres, regresó a casa vía Génova y Nápoles sin incidentes, llegando a Corfú a mediados de julio de 1759. Durante el transcurso del viaje, el San Carlo no tuvo menos de 250 muertos, mientras que el San Vincenzo sufrió 90 muertos y el Costanza cuatro. Unos 76 tripulantes más (de una tripulación total original de 1236 para toda la escuadra) desertaron. La conducta de Emo durante el viaje dio prueba de su habilidad marinera y de mando, ganando elogios del gobierno a su regreso a Venecia en agosto.

### Ascenso a altos mandos y cargos estatales
Siguiendo la tradición veneciana, un nombramiento militar fue seguido por uno civil. Así, en 1760 Emo fue Provvedditore della Sanità (comisionado de salud), y hasta 1767 Emo alternó entre comandos antipiratería y cargos públicos en Venecia. Como Savio ed Esecutore alle Acque (comisionado de agua) en 1761-1762, encargó un plan de la laguna de Venecia, que se completó en seis meses. Este plan fue tan preciso que continuó en uso hasta bien entrado el siglo XIX. En 1763 fue elegido para el rango de mando superior de Patron delle Navi (contraalmirante de la flota de vela) y encargado de las operaciones antipiratería en el mar Adriático.

### Demostración de fuerza en Argel
En 1765 Emo fue ascendido a Almirante (vicealmirante de la flota de vela). En 1767, el Dey de Argel trató de extorsionar un aumento en las sumas anuales enviadas para salvaguardar la navegación veneciana de los ataques piratas, y tomó cautivos a los barcos venecianos y sus tripulaciones. Emo navegó a Argel y amenazó con bombardear la ciudad. El Dey liberó los barcos y sus tripulaciones, pagó las reparaciones y renovó el tratado con Venecia a sus términos anteriores.
La República honró a Emo con el nombramiento en la Orden de la Estola Dorada y envió al hermano de Emo, Luigi, para que le entregara la insignia de la Orden. El 12 de junio de 1768, fue elevado a Capitano delle Navi, almirante de pleno derecho de la flota de vela.

### Guerra ruso-turca
Cuando la flota rusa al mando de Alekséi Orlov llegó al Mediterráneo en 1770 como parte de la guerra ruso-turca de 1768-1774, Emo dirigió un escuadrón veneciano para navegar en el Egeo, seguir a los rusos y proteger a los súbditos venecianos y franceses e intereses comerciales en la zona. Emo cumplió sus instrucciones de manera ejemplar, brindando actualizaciones constantes sobre las operaciones rusas e informes perspicaces sobre la estrategia rusa durante la guerra. El conflicto también vio incursiones de los piratas de Ulcinj, aparentemente actuando como súbditos del sultán otomano, contra las Islas Jónicas de Venecia. Emo los persiguió en Citera (Cerigo) y recuperó dos barcos capturados.
La flota de Emo sufrió grandes pérdidas cuando se vio atrapada en una tormenta cerca del cabo Ténaro el 19 de diciembre de 1771: la mitad de su escuadra, la Corriera de 74 cañones y la fragata Tolleranza de 28 cañones, zozobraron frente a Elos, la primera con casi toda la tripulación. El buque insignia de Emo, el Ercole de 74 cañones, solo sobrevivió cortando sus mástiles. El propio Emo fue arrastrado al mar durante la maniobra y fue rescatado con dificultad por su tripulación. Angustiado por lo que percibió como un fracaso personal, Emo se ofreció a donar su fortuna privada para compensar las pérdidas.
El mando naval de Emo expiró en 1772. Entró en el Senado veneciano, además de viajar al extranjero, visitando las cortes de Federico II el Grande y María Teresa I de Austria. Elegido varias veces como censor, trabajó para revivir la fabricación de cristal de Murano.
Emo fue nombrado miembro de una comisión de siete miembros para examinar las reformas de la marina veneciana en marzo de 1775. Aunque el lamentable estado de la marina veneciana era bien conocido y había sido objeto de debate y propuestas de reforma durante décadas, nada se había hecho logrado. Emo escribió el informe de la comisión, la Scrittura sul sistemare la marina da guerra in cui eravi il cav. Emo e dettata dal cav. Emo stesso («Escritura sobre el sistema de la marina de guerra en la que estaba el cab. Emo y dictado por el cab. Emo mismo»). El informe recomendaba reformas sobre el modelo de la Marina Real británica, pero aunque la comisión contaba con algunos senadores influyentes, nuevamente sus propuestas no lograron ser retomadas.
En 1776-1778, nuevamente en el puesto de Savio alle Acque, Emo fue responsable de varios trabajos de mantenimiento alrededor de la Laguna, en el río Brenta, la carretera Terraglio y el canal de Cava.

### Demostración de fuerza frente a Trípoli
Emo volvió a recibir un mando naval el 18 de julio de 1778, siendo elegido Capitano delle Navi, con la fragata pesada Sirena (it) como su buque insignia. Su misión era enfrentarse a los Pashalik de Tripolitania, que intentaron explotar el «derecho de búsqueda» que les otorgaba el tratado sobre la navegación veneciana más allá de los límites acordados. Emo dirigió su flota en una demostración de fuerza frente a Trípoli, lo que llevó al bajá a concluir un nuevo acuerdo de paz con la República. El nombramiento de Emo se renovó para el año siguiente, pero finalmente no fue necesario que zarpara.
En 1779, como Savio alla Mercanzia (comisionado de comercio), Emo impulsó reformas como la reducción del impuesto sobre la seda, la apertura de nuevas tiendas en Šibenik (Sebenico) y el traslado del consulado de Venecia en Egipto desde El Cairo a la ciudad portuaria de Alejandría. En 1780 fue Provveditore ai Beni Inculti (comisionado de tierras baldías) y trazó planes para el drenaje de las marismas de Adigio alrededor de Verona, un proyecto iniciado ya por Zaccaria Betti. Sin embargo, una vez más por falta de fondos, los planes no se llevaron a cabo.

### Director del Arsenal y reformas navales

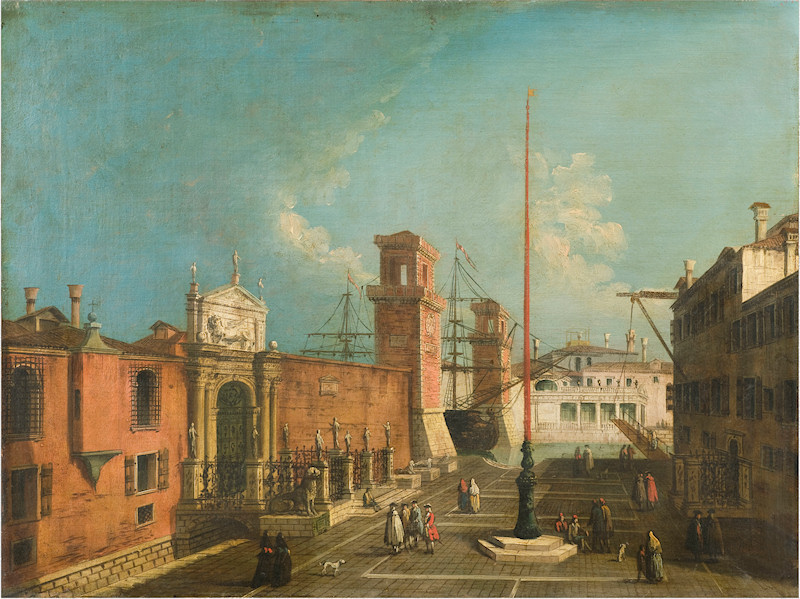
Entrada del Arsenal en la década de 1740.

Durante la visita de enero de 1782 del gran duque Pablo (el futuro zar Pablo I de Rusia) a Venecia, Emo educó personalmente a Pablo sobre los detalles del aparato naval veneciano. Cuando Venecia resolvió enviar un enviado permanente a San Petersburgo poco después, el nombre de Emo encabezaba la lista, pero logró evitar el nombramiento costoso y poco atractivo alegando problemas de salud. En 1783 Emo lideró las negociaciones con el enviado de los Habsburgo Philipp von Cobenzl sobre la libertad de navegación en Istria y Dalmacia.
En 1782-1784, Emo se desempeñó como uno de los tres directores del Arsenal veneciano (Inquisitore all'Arsenale). El Arsenal era una institución vital para la República, siendo responsable de la construcción y el mantenimiento de todos los barcos estatales y equipos relacionados, pero había caído en declive. Asistido por el senador reformista Francesco Pesaro, durante su mandato Emo restauró y reformó el Arsenal. Importó nuevos modelos de barcos de Inglaterra y Francia, introdujo el recubrimiento con cobre de los barcos de guerra para mejorar su velocidad y reducir los costos de mantenimiento, y mejoró los métodos para la fabricación de guindalezas y aparejos. También aumentó los salarios de los oficiales no nobles, introdujo una formación teórica para los cadetes navales, así como un plan de bienestar financiado con fondos públicos para marineros inválidos y ancianos. Usando su propia posición como senador y sus conexiones en el gobierno de la República, Emo aseguró fondos para la construcción de nuevos buques de guerra: 15 se establecieron después de su mandato y hasta el final de la República en 1797.

### Campañas navales contra Túnez
El 6 de marzo de 1784, Emo fue elegido Capitano Straordinario delle Navi (comandante en jefe de la flota de vela) de una expedición naval contra el Beylicato de Túnez. El belicoso nuevo Bey, Hammuda ibn Ali, se había visto envuelto en una disputa con la República que rápidamente se convirtió en guerra. Cuando un barco veneciano cargado con mercancías de Túnez fue incendiado por las autoridades de Malta por estar infectado con la peste, el Bey pidió una enorme compensación, y cuando el almirante veneciano Andrea Querini intentó negociar, fue asaltado por un motín organizado por el Bey. El 21 de junio, Emo zarpó de Venecia en un viaje lento a Corfú, donde se le unieron más barcos. Su flota comprendía algunos barcos de línea, incluido el buque insignia de Emo, el Fama (it) de 64 cañones, algunos jabeques, dos bombardas y una galeota. La flota zarpó hacia Túnez el 12 de agosto.
La escuadra de Emo ancló en Cabo Cartago, a cinco millas de la ciudad de Túnez, el 1 de septiembre. La flota tunecina, orientada a la piratería contra los mercantes, no zarpó para oponerse a los venecianos, que pudieron infiltrarse en el puerto de La Goleta durante la noche del 3 al 4 y recuperar un barco mercante napolitano recién capturado. por los piratas. Después de reponer agua y suministros en Cerdeña, Emo navegó hacia Susa, que bombardeó el 5-7 y el 12 de octubre, antes de que las tormentas de otoño lo obligaran a regresar al invierno en Trapani en Sicilia. y Malta.
Emo regresó a la costa tunecina en abril de 1785, fondeando en La Goleta. Las negociaciones con el Bey de Túnez fracasaron y Emo navegó de regreso a Malta y Sicilia. La flota veneciana volvió a bombardear Susa de forma intermitente (21 de julio, 27 y 31 de julio - 4 de agosto) debido al mal tiempo, pero con escasos resultados. Sfax siguió (15-17 de agosto), antes de que la flota se retirara a Trapani nuevamente. Después de recibir refuerzos de Venecia que elevaron su flota a cinco navíos de primera línea, una fragata ligera, dos jabeques, una galeota y los dos bombarderos, Emo regresó a La Goulette. Fue aquí donde Emo empleó baterías flotantes de su propia invención: grandes flotadores hechos de barriles vacíos, fortificados con sacos de arena húmedos y equipados con cañones y morteros de 40 libras. Junto con los bombarderos, esto le dio a los venecianos la capacidad de atacar los asentamientos detrás de los diques durante las noches del 3, 5 y 10 de octubre. Como el Bey se mantuvo obstinado, Emo desmanteló sus balsas y regresó a Trapani.

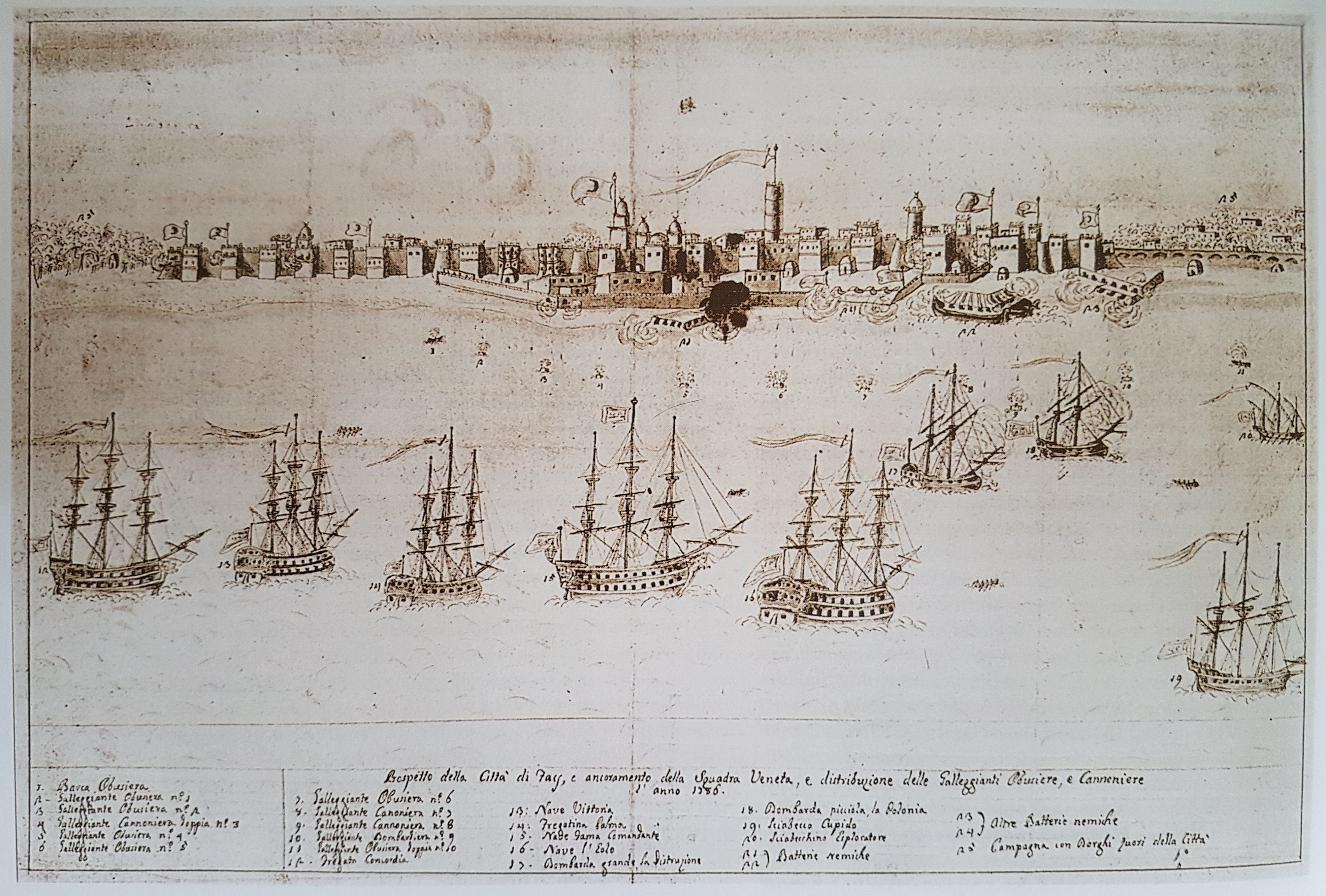
Bosquejo de la flota veneciana bombardeando Sfax.

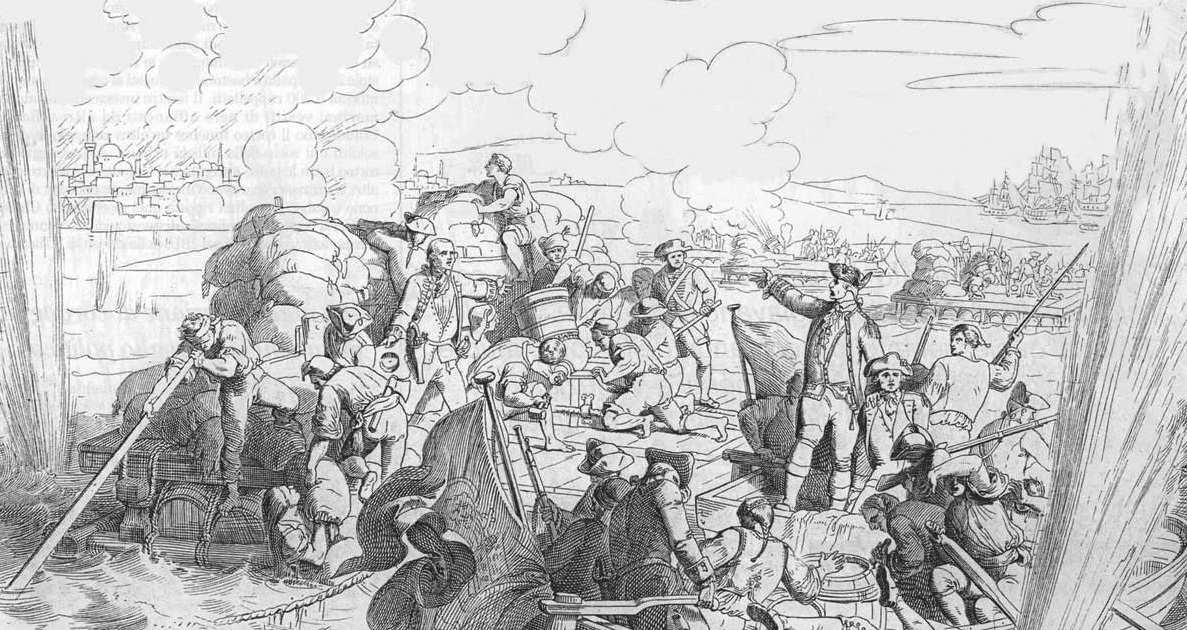
Angelo Emo bombardea la ciudad de Sfax con sus baterías flotantes, a partir de un dibujo de Giuseppe Gatteri.

Mientras el Bey continuaba insistiendo en sus demandas anteriores, Emo regresó a la costa tunecina a principios de 1786, atacando Sfax (los días 6, 18 y 22 de marzo, 30 de abril y 4 de mayo). Los tunecinos se habían preparado para su llegada, reparando sus murallas e instalando cañones pesados, lo que provocó intensos duelos de artillería entre la ciudad y la flota. Emo también había apreciado el efecto de sus baterías flotantes y había construido más, con morteros aún más pesados; en operaciones nocturnas fueron conducidos hasta los diques y bombardearon el interior de la ciudad con un efecto tan devastador que los habitantes de Sfax suplicaron al Bey que reanudara las negociaciones, con poco éxito. La flota veneciana se retiró a Malta, donde la noticia de que Emo había sido elegido procurador de San Marcos el 28 de mayo llegó a la flota, acontecimiento que se celebró durante tres días y tres noches. Con el Bey todavía negándose a negociar, Emo atacó Bizerta del 30 de julio al 10 de agosto, y luego, del 26 de septiembre al 6 de octubre, Susa, que ahora estaba casi completamente en ruinas.
Estas operaciones no solo causaron grandes daños y bajas en estas ciudades, sino que también confinaron a la flota pirata tunecina en sus puertos. También hicieron famoso a Emo en toda Europa, donde las imágenes de sus bombardeos nocturnos parecidos a fuegos artificiales encendieron la imaginación. Sin embargo, no lograron su objetivo principal, a saber, obligar al Bey de Túnez a sentarse a la mesa de negociaciones. Venecia, al igual que las demás potencias navales europeas, prefirió llegar a un acuerdo con los piratas, incluidos los pagos anuales, que emprender campañas militares largas y mucho más costosas que serían necesarias para lidiar a fondo con la amenaza pirata. Así, las solicitudes de Emo de una fuerza expedicionaria de 10.000 hombres para asaltar y capturar la ciudad de Túnez fueron rechazadas por el Senado veneciano.

### Últimos años y muerte

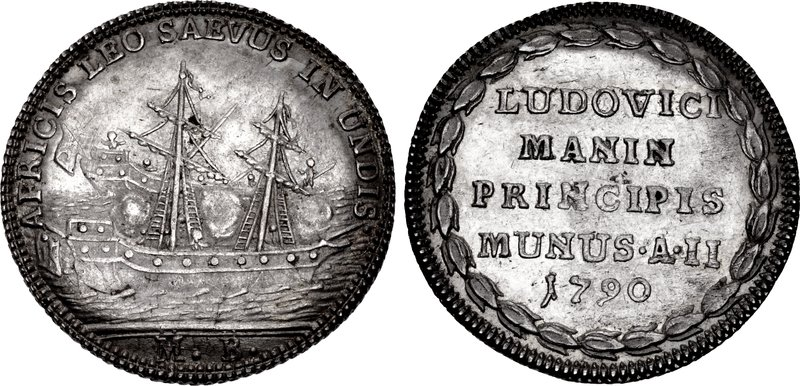
Medalla de plata emitida en 1790, para celebrar los éxitos venecianos contra los corsarios de Berbería.

A principios de 1787, el Senado retiró a Emo con la mayor parte de su flota, dejando solo un pequeño escuadrón bajo el Patron delle Navi Tommaso Condulmer para patrullar la costa tunecina. El retiro de Emo probablemente estaba relacionado con el estallido inminente de otra guerra entre Rusia y los otomanos. Una flota otomana que apareció frente a las costas de Albania en agosto causó cierta alarma, pero Emo, que siguió sus movimientos con una fuerza mucho más formidable, no estaba preocupado. En el evento, la misión de la flota otomana fue simplemente intimidar al rebelde Pasha de Scutari; habiendo logrado eso, regresó a su base a principios de 1788. Hasta 1791, Emo pasó su tiempo en cruceros contra la piratería frente a las costas occidentales de Grecia, con la excepción de una incursión en el Egeo en 1790 que lo llevó a Paros. Por sus esfuerzos en la lucha contra los piratas tunecinos, los nobles de Zacinto (Zante) le otorgaron una espada de oro y una medalla.
A fines de 1790, el Senado nombró a Emo Provveditore Generale da Mar, pero no le encomendó la conducción de la flota contra la costa tunecina. Con la Revolución francesa en marcha en Europa, el Senado detestaba verse envuelto en un conflicto prolongado y prefería la paz. El Senado temía que la naturaleza agresiva de Emo obstaculizaría estos esfuerzos y, en cambio, colocó a Condulmer, ascendido a Capitano delle Navi, a cargo del bloqueo naval y las negociaciones de paz. En 1791, el gobierno veneciano decidió una última demostración de fuerza, reuniendo la flota de Emo con el escuadrón de Condulmer. La flota combinada hizo demostraciones frente a la costa de Túnez desde finales de agosto hasta su regreso a Malta en diciembre. Hospitalizado después de una infección pulmonar, Emo murió en La Valetta, Malta el 1 de marzo de 1792. Circuló la historia de que había muerto de un ataque de bilis después de enterarse de que se había concluido una paz, en su mayoría desventajosa para Venecia, con Túnez sin ser consultado.

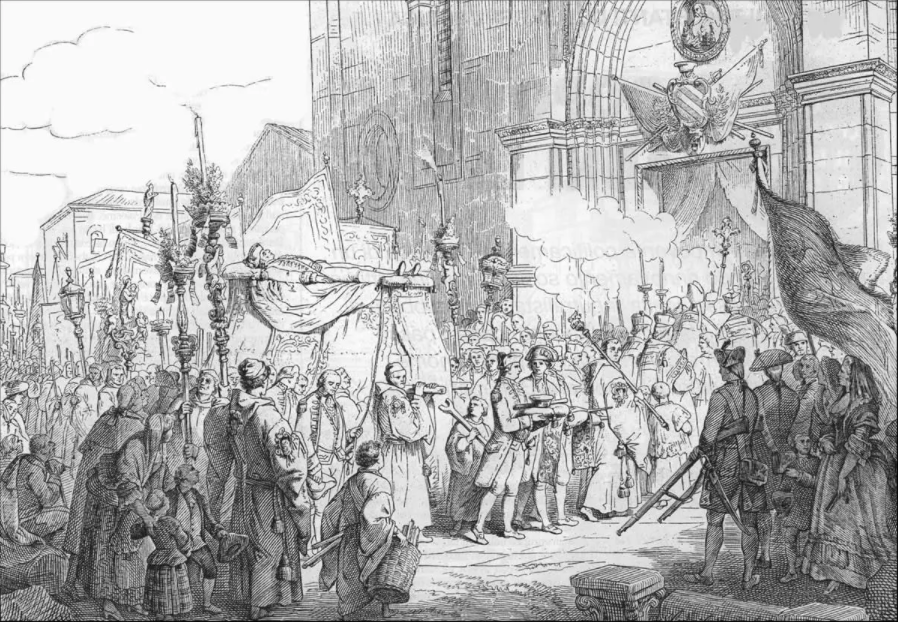
El funeral de Emo, dibujo de Giuseppe Gatteri.

Celebrado como un gran héroe naval, su cuerpo fue embalsamado y llevado a Venecia a bordo de su buque insignia, el Fama. El escultor Antonio Canova fue el encargado de erigir un monumento a Emo. Completado en 1794, se encuentra en la segunda armería del Arsenal veneciano. Canova fue honrado por la República con una medalla por este monumento, la última medalla de este tipo emitida por la República antes de su final. Su funeral tuvo lugar en San Marcos el 17 de abril y fue enterrado en la iglesia de Santa Maria dei Servi. Un monumento funerario fue erigido sobre su tumba por el maestro de Canova, Giovanni Ferrari, inicialmente en Santa Maria dei Servi, luego se trasladó a San Martino, y finalmente, a partir de 1817, a San Biagio.

## Legado
Tras la muerte de su hermano mayor, Alvise Emo, en 1790, la muerte de Angelo Emo también significó el final de la rama San Simeon Piccolo de la familia Emo.
Ya en el momento de la muerte de Emo, su pérdida fue vista como un duro golpe y síntoma de la decadencia de la República. La reputación de Emo fue mejorada aún más por los historiadores de Venecia del siglo XIX, interesados en romantizar las últimas décadas de la República: Girolamo Dandolo lo llama «el último rugido emitido por el León de San Marcos en el mar», mientras que para Samuele Romanin podría haber sido capaz de «sacudir [a la República] del desastroso abandono» e «inspirarle la fuerza y la energía» que tanto le faltaron en los últimos años de su existencia. Para Romanin, Emo fue el último de los grandes comandantes militares de la armada veneciana, y de hecho de la República, que «se puede decir que ella misma descendió con él al sepulcro». Después de él, la armada veneciana ya no sería llamada a luchar.
Su repentina muerte también dio lugar a rumores de que había sido envenenado. Dandolo insistió en que ese era el caso, e identificó a su adjunto Condulmer, ambicioso no solo de sucederlo, sino también de concluir un tratado de paz con los estados de Berbería, como el culpable. Esto ha sido refutado de manera convincente por el historiador moderno Alvise Zorzi.